# Pídeme lo que quieras (película)
Pídeme lo que quieras es una película española erótica de drama romántico de 2024, dirigida por Lucía Alemany y escrita por Ivy Hesh, Vivian Dakota y Marina Martín, basada en la novela homónima de Megan Maxwell. Está protagonizada por Gabriela Andrada y Mario Ermito. Se estrenó en cines españoles el 29 de noviembre de 2024, con distribución de Warner Bros. Pictures España.

## Trama
Judith Flores (Gabriela Andrada) es una chica normal. Tiene un trabajo que le apasiona, muy buenos amigos y un padre encantador, pero su vida cambia radicalmente el día que conoce a Eric Zimmerman (Mario Ermito), dueño de la empresa donde ella trabaja. Su relación con Eric está a punto de dinamitar su vida por completo.

## Reparto
- Gabriela Andrada como Judith Flores
- Mario Ermito como Eric Zimmerman
- Paco Tous como Manuel[3]
- David Solans como Miguel[3]
- Celia Freijeiro como Mónica[3]
- Alba Ribas como Frida[3]
- Joel Bosqued como Andrés[3]
- Alicia Bercán como Betta
- Megan Maxwell como Megan Maxwell

## Producción
El 21 de octubre de 2020, las distribuidoras Versus Entertainment y Warner Bros. Pictures España anunciaron que habían adquirido los derechos para adaptar la novela Pídeme lo que quieras de Megan Maxwell a una película, la cual sería distribuida en cines españoles por esta última. A finales de 2023, se anunció que Lucía Alemany sería la directora de la película. En febrero de 2024, Gabriela Andrada y Mario Ermito fueron confirmados como los actores protagonistas de la película. El rodaje de la película comenzó en abril de 2024 y concluyó en mayo de 2024. El rodaje tuvo lugar en Madrid y Jerez, con las escenas rodadas en la segunda localidad teniendo lugar durante la última semana de rodaje.
Aunque el presupuesto total de la película se desconoce, Pídeme lo que quieras recibió 1.2 millones de euros procedentes de las ayudas generales del ICAA.

## Lanzamiento y marketing
En marzo de 2024, Warner Bros. Pictures España programó el estreno de Pídeme lo que quieras en cines españoles para el 29 de noviembre de 2024. En septiembre de 2024, el tráiler de la película fue lanzado.